# Косава
Косава или Косово (блр. Косава; рус. Коссово) град у југозападном делу Републике Белорусије. Административно припада Ивацевичком рејону Брестке области. 
Према подацима пописа становништва из 2009. у граду је живело свега 2.300 становника.

## Географија
Косава је смештена у северозападном делу Ивацевичког рејона на око 15 км северозападно од града Ивацевича. Од административног центра области Бреста удаљен је 151 км источно. 

## Историја
Насеље на месту савременог града постојало је у периоду између X и XII века. Први писани подаци о граду потичу из 1494. и односе се на повељу којом је тадашњи велики кнез Литваније Александар Јагелон поклонио насеље као феуд грофу И. Хрептовичу. 
Године 1795. постаје саставни део Руске Империје. У насељу су 1897. живела 3.092, постојала су 4 парна млина, јавна школа, дом здравља и апотека. 
Од 1921. до 1939. у поново су у саставу Пољске, а делом Белорусије постају 1939. године (тада Белоруска ССР).

## Демографија
Према резултатима пописа из 2009. у граду је живело свега 2.300 становника.

## Занимљивости
- Овде је 1746. рођен Тадеуш Кошћушко - пољски и литвански национални херој, генерал и вођа устанка 1794. против Русије. Борио се у Америчком рату за независност као пуковник на страни Вашингтона. За заслуге у том рату добио је чин генерала. Његова родна кућа данас је претворена у музеј.
- Косавски замак или Дворац Пусловских - једна од најважнијих знаменитости Косаве. саграђен је 1838. по пројекту архитекте Ф. Јашчолда. Много је страдао током ратних дејстава у Другом светском рату и никада није у потпуности рестаурисан.